# 楚鼎
楚 鼎（そ てい、生没年不詳）は、モンゴル帝国（大元ウルス）に仕えた漢人将軍の一人。寿春府蒙城県の出身。

## 生涯
楚鼎の父の楚㺹は金朝に仕えて鎮国上将軍・寿春府防禦使に任命された人物であったが、金朝の滅亡後、南宋に亡命して宿州の守護を命じられた。1239年（己亥）には宿州をあげてモンゴルに降り、アジュルにそのまま宿州を守るよう命じられたが、南宋軍の逆襲を受けて戦死した。楚鼎はこの時南宋軍の虜囚となり、鎮江府で14年にわたって拘留された後、ようやく釈放されたという。
1275年（至元12年）、モンゴル軍が長江を渡って南宋領への侵攻を始めると、楚鼎は知太平州の孟之縉とともにモンゴル軍に降った。投降直後、楚鼎は寧国府守将の孫世賢を説得して降らせる功績を挙げ、これにより管軍総管・懐遠大将軍に任命された。1276年（至元13年）、李漢英と李世達らが反乱を起こして旌徳県・太平県が占領されたときには、楚鼎は兀忽納とともにこれを平定した。1278年（至元15年）には始めて符印を受けている。
1281年（至元18年）、第二次日本出兵（弘安の役）が始まると、楚鼎は千人あまりを率いて左丞范文虎の指揮下に入った。しかし楚鼎の船団は大風に遭って船が壊れ、楚鼎は三昼夜漂流した末にようやく范文虎と合流したが、散り散りとなった兵達を集めて帰還したという。